# Flugmotor

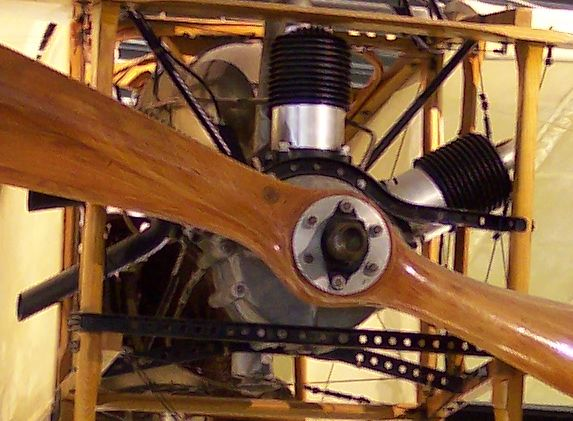
Anzani W-Motor, erster kommerziell erfolgreicher Flugmotor

Ein Flugmotor (auch Flugzeugmotor) ist ein Verbrennungsmotor (am häufigsten in Form eines Hubkolbenmotors), der speziell für den Einsatz in einem Luftfahrzeug konstruiert wurde. An einen zertifizierten Flugmotor werden besondere technische sowie auch gesetzliche Anforderungen gestellt. Diese Anforderungen stehen – abgesehen von einigen Ausnahmen – dem Einsatz von vergleichsweise preisgünstigeren Großserien-PKW- oder Motorradmotoren entgegen.
Flugmotoren werden – abweichend von Motoren für Straßenfahrzeuge – unter anderem durch die Angabe von Startleistungen und Dauerleistungen charakterisiert.

## Technische Anforderungen

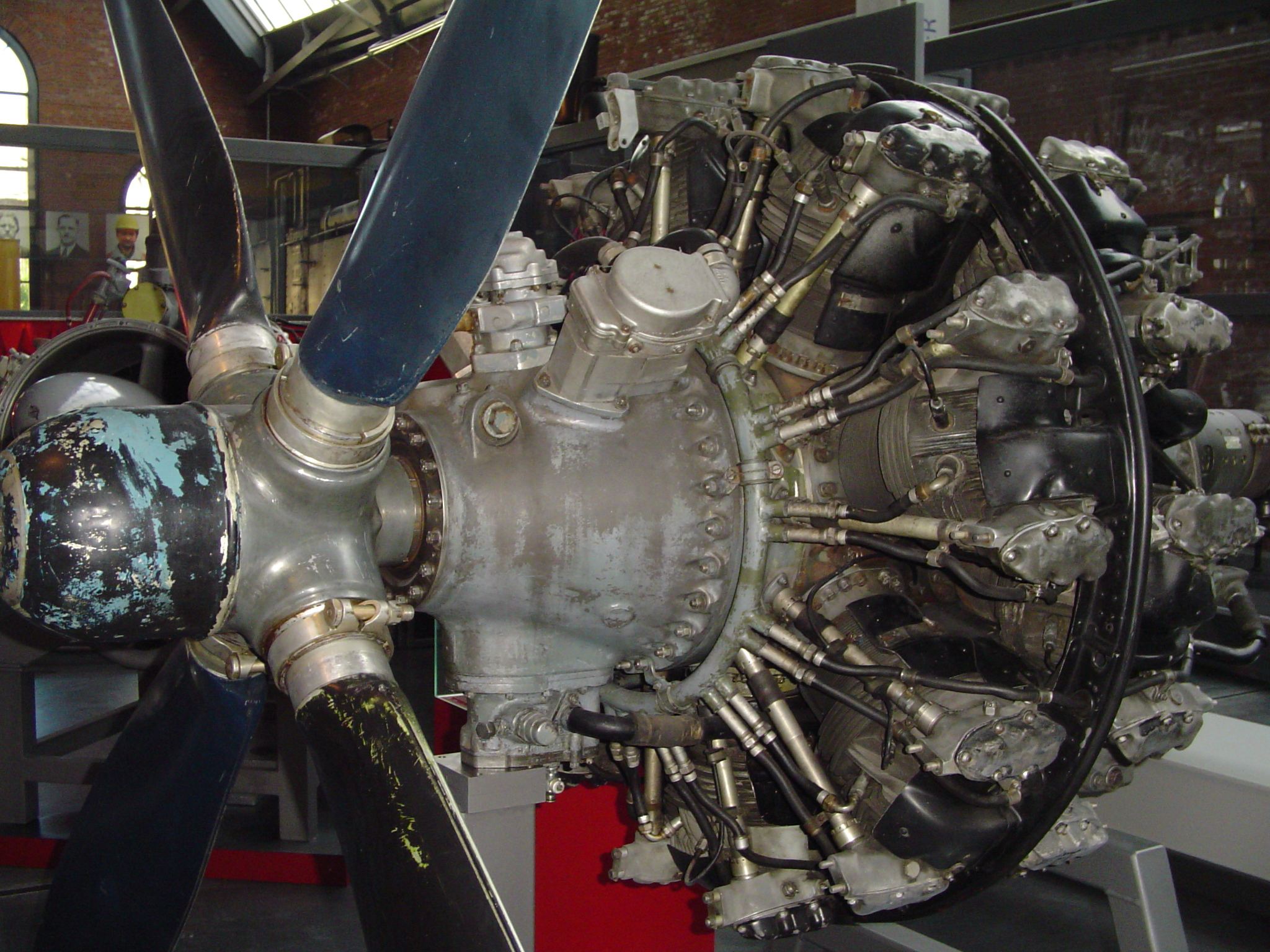
14-Zylinder-Doppelsternmotor der 1940er-Jahre (Schwezow ASch-82 mit 1397 kW/1900 PS)

Aufgrund der Einsatzbedingungen wird von einem Flugmotor hohe Leistung bei günstigem Leistungsgewicht und vibrationsarmem Motorlauf verlangt, dabei sollte er einen geringen spezifischen Kraftstoffverbrauch aufweisen und unbedingt zuverlässig sein.
Ebenso soll der Motor mitsamt seinen Nebenaggregaten kompakt aufgebaut sein und eine möglichst geringe Stirnfläche bieten, um einen strömungsgünstigen Einbau in die Flugzeugzelle oder Motorgondel zu ermöglichen.
Diese sich widersprechenden Anforderungen, die geringen Stückzahlen, hohen Entwicklungskosten und gesetzlichen Nachweispflichten (Zertifizierung) führen dazu, dass zahlreiche Flugmotoren seit Jahrzehnten praktisch unverändert gebaut werden. Die aktuellen Hubkolbenmotoren, besonders der beiden großen US-amerikanischen Hersteller Lycoming und Continental, entsprechen heute noch größtenteils dem technischen Stand der frühen 1960er-Jahre. Mittlerweile werden neben Vergasern auch Saugrohreinspritzungen verwendet. In den kleinsten Leistungsklassen bis höchstens 50 kW sind für Ultraleichtflugzeuge und für motorisierte Segelflugzeuge Zweitaktmotoren üblich.
Abhängig von der Flughöhe ergeben sich Schwankungen von Luftdichte und -temperatur, die geeignete Regelvorrichtungen für die Gemischbildung erfordern (Siehe auch Leanen). Durch Motoraufladung bleiben Flugmotoren auch in großer Höhe leistungsfähig.

## Gesetzliche Anforderungen
Der Ausfall eines Flugmotors kann zu einem Flugunfall mit fatalen Folgen für Insassen und Personen am Boden und hohen Sachschäden führen. Aufgrund der daraus entstehenden Sicherheitsanforderungen bestehen für die Zulassung von Flugmotoren strenge Auflagen. Es werden vom Gesetzgeber umfangreiche Zuverlässigkeitsnachweise und unter anderem ein doppeltes Zündsystem für die Zulassung als Flugmotor gefordert. Des Weiteren wird die Wartung der Motoren sehr streng überwacht – der Gesetzgeber schreibt nach 2500 Betriebsstunden eine vollständige Motorüberholung mit Austausch der Laufgarnitur vor. Als Laufgarnitur bezeichnet man die Kolben nebst ihren Ringen sowie die Zylinder bzw. Zylinderlaufbuchsen.

## Unterschiede zu Verbrennungsmotoren von Straßenfahrzeugen
In seinem Grundprinzip ist ein Flugmotor, wie er beispielsweise in Leichtflugzeugen zum Einsatz kommt, dem eines PKWs ähnlich. Jedoch sind meist einige besondere Konstruktionsmerkmale vorhanden, welche zum Teil Voraussetzung für die Erteilung einer Zertifizierung sind.
Für die Wahl der Motorkonfiguration (Boxermotor, Reihenmotor, Sternmotor, V-Motor) sind bei Luftfahrzeugen besondere Kriterien ausschlaggebend. Ein wesentlicher Aspekt bei luftgekühlten Motoren ist dabei eine gute Versorgung aller Zylinder mit Kühlluft.
Bei einmotorigen Propellerflugzeugen (siehe auch Leichtflugzeug) ist ein weiteres Kriterium, dass der Motor unmittelbar vor dem Piloten angeordnet ist und wegen der Bodenfreiheit des Propellerkreises eine hohe Einbaulage der Propeller- oder Kurbelwelle angestrebt wird. Alle Motorteile, die oberhalb der Kurbelwelle liegen, beeinträchtigen daher die Sicht des Piloten, sodass hier praktisch ausschließlich Boxermotoren verwendet werden. Früher wurden auch „hängende“ V- oder Reihenmotoren benutzt, das heißt, die Kurbelwellen lagen oben und die Zylinderköpfe unten.
Bei an den Tragflächen angeordneten Motoren mehrmotoriger Flugzeuge ist die Sicht des Piloten konstruktions-bedingt nicht durch den Motor beeinträchtigt, sodass die leistungsstärksten mehrmotorigen Propellerflugzeuge auch alle mit Sternmotoren hoher Zylinderzahl ausgerüstet wurden (wie beispielsweise die Lockheed Super Constellation).
Die wesentlichen Unterschiede bzw. Abweichungen von Flugmotoren zu Verbrennungsmotoren von Straßenfahrzeugen sind:
DoppelzündungEs sind zwei voneinander unabhängige Zündanlagen vorgeschrieben (Magnetzündung), die normalerweise parallel in Betrieb sind, aber bei den Startvorbereitungen („Run-up“) einzeln überprüfbar sein müssen. Im Falle des Ausfalls einer Zündanlage dieser Doppelzündung darf der Leistungsabfall des Motors einen gewissen Prozentsatz nicht überschreiten.
Verwendung von LeichtbenzinMotorenbenzine sind Gemische verschiedener Kohlenwasserstoffe. Solche mit viel Wasserstoff und wenig Kohlenstoff (C5-C7) sind erstens energiereicher und haben zweitens ein geringeres Gewicht; beide Eigenschaften sind für Flugzeuge wichtig.
Gemischbildung und MotorschmierungAuch in extremen Fluglagen und bei starken Beschleunigungen (Kunstflug) muss die Gemischbildung sichergestellt sein, um Motoraussetzer zu vermeiden. Dazu wird ein lageunabhängiges Gemischbildungssystem eingesetzt. Ebenso muss die Motorschmierung lageunabhängig sichergestellt sein, was im Allgemeinen durch eine Trockensumpfschmierung erreicht wird.
GemischbeeinflussungDas Kraftstoff-Luft-Gemisch muss – per Hand oder automatisch – dem abnehmenden Luftdruck in der Höhe angepasst werden können (siehe Leanen).
VentilsteuerungDie Nockenwelle(n) oder beim Sternmotor die Nockentrommel der Ventilsteuerung darf nicht über Zahnriemen oder Steuerketten angetrieben werden. Stirnradgetriebe oder eine Königswelle sind möglich. Die meisten heutigen Kolbenmotoren für Flugzeuge haben eine OHV-Ventilsteuerung, bei der die Ventile über Stößel, Stoßstangen und Kipphebel betätigt werden.
LuftkühlungEine Luftkühlung ist leichter als eine Flüssigkeitskühlung und kann nicht durch Kühlmittelverlust ausfallen, sie ist daher bei den meisten Flugmotoren üblich. Moderne Flugmotoren haben luftgekühlte Zylinder und flüssigkeitsgekühlte Zylinderköpfe (Rotax, Jabiru, Limbach, Sauer).
Größere HubräumeFlugmotoren müssen wegen der Betriebsgrenzen der Propeller hohe Leistungen bereits bei relativ niedrigen Drehzahlen (2500–2700/min) erbringen. Daher sind relativ große Hubräume üblich. Das Verdichtungsverhältnis ist eher niedrig. Moderne Flugmotoren haben zwischen Kurbelwelle und Propellernabe ein Reduktionsgetriebe mit Vibrationsdämpfer bei entsprechend geringerem Hubraum (Rotax 912-Serie: 1200 cm³ im Vergleich zum leistungsgleichen Lycoming O-235 mit 3850 cm³ und Direktantrieb).
AxiallagerEs muss dafür Sorge getragen werden, dass die von der Luftschraube auf die Kurbelwelle übertragenen erheblichen Zugkräfte von einem entsprechenden Axial- oder Zuglager aufgenommen werden.
SchraubensicherungSo gut wie alle Schraubverbindungen, auch Gehäuseverschraubungen, werden bei Flugmotoren aufwändig formschlüssig gesichert, meist durch Drahtsicherungen oder Splinte.

## Einsatz in Leichtflugzeugen

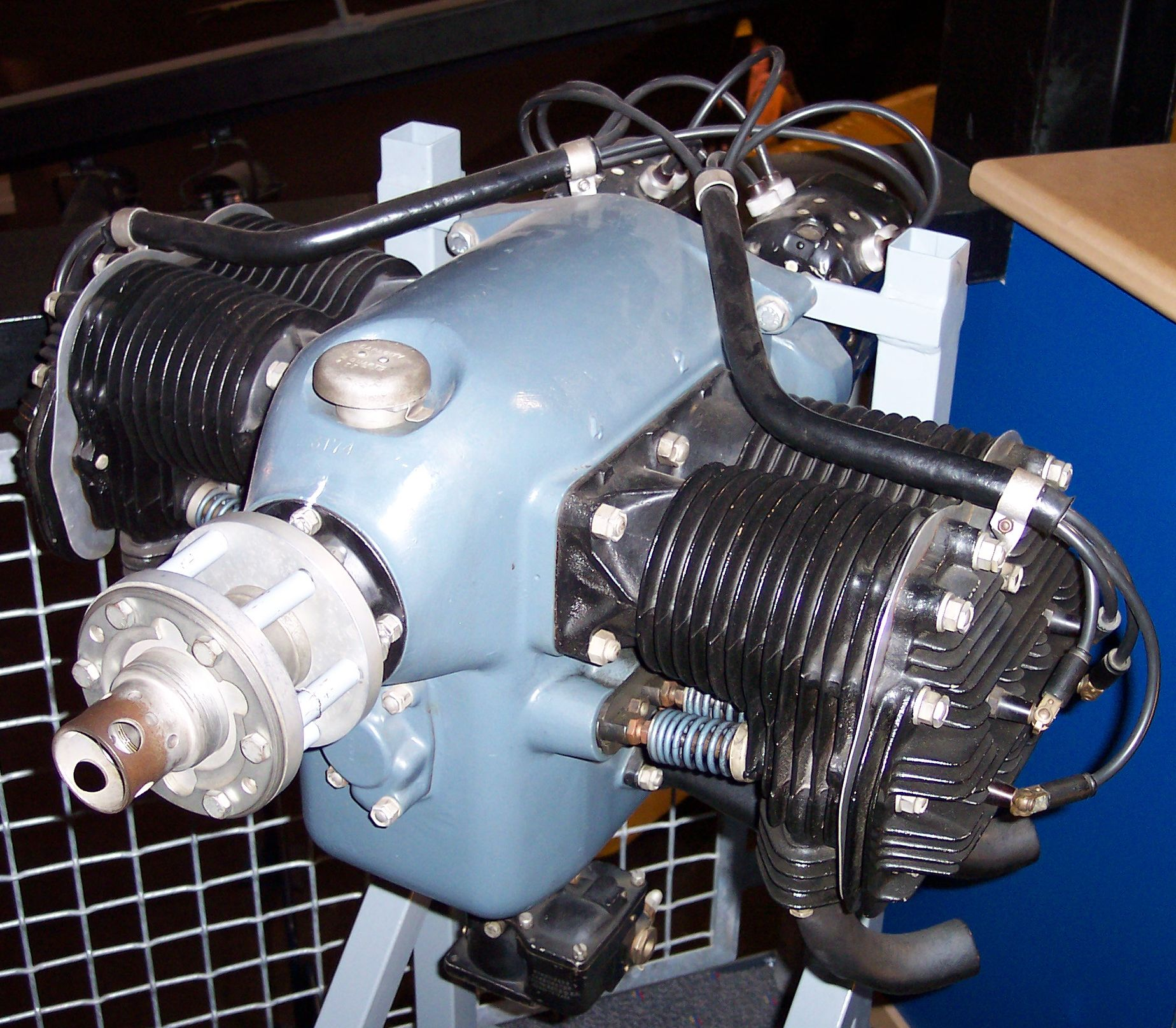
Continental A-40, luftgekühlter, seitengesteuerter Vierzylinder-Boxermotor, wie er früher in Leichtflugzeugen eingebaut wurde

Bei den in Leichtflugzeugen eingesetzten Motoren wird in der Regel Luftkühlung verwendet. Die Kurbelwelle kann den Propeller über ein Untersetzungsgetriebe antreiben oder der Propeller ist direkt am Flansch der Kurbelwelle verschraubt. Beim Direktantrieb ist die Maximaldrehzahl des Motors auf etwa 2700/min begrenzt. Diese maximale Drehzahl ergibt sich dadurch, dass die Propellerspitzen bei dieser Drehzahl annähernd Schallgeschwindigkeit erreichen, was die physikalisch-technische Grenze für den Luftschraubenantrieb darstellt.
Generell werden bei direkt angetriebenen Propellern Motoren mit großem Hubraum verwendet, typischerweise Ottomotoren mit 360 Kubikzoll, also etwa 5,9 Liter Hubraum für 132 kW (180 PS) oder 320 Kubikzoll, also 5,25 l Hubraum, für 118 kW (160 PS). Der Benzinverbrauch eines solchen Flugmotors beträgt etwa 35–40 Liter AVGAS pro Stunde, größere mit 8,9 Liter Hubraum, also etwa 540 Kubikzoll und 265 kW (360 PS) verbrauchen bis zu 100 Liter pro Stunde.
In den letzten Jahren werden in den niedrigeren Leistungsklassen auch Flugmotoren mit geringem Hubraum hergestellt, die ganz oder teilweise flüssigkeitsgekühlt sind. Dazu zählen der Thielert-Dieselmotor (auf der Basis des Mercedes-Benz-Dieselmotor OM 668 der A-Klasse mit 1,7 Liter Hubraum, turbogeladen, 100 kW (135 PS), Verbrauch 12 l/h Kerosin oder Diesel), der Aluminium-Diesel EM-100 von Eco-Motors (mit 1,4 Liter Hubraum, 100 PS, ebenfalls turbogeladen, Verbrauch 10 l/h Kerosin Jet A-1) und die Ottomotoren von Bombardier-Rotax, die 912er- und 914er-Serie (1,4 Liter Hubraum, bis 85 kW (115 PS), Verbrauch 18 l/h MoGas).
In jüngerer Zeit sind flach bauende Boxermotoren üblich, während früher auch Sternmotoren oder häufig Reihenmotoren (auch hängend, also mit den Zylindern nach unten) verwendet wurden, beispielsweise Hirth, Gipsy Major, Walter. Im Gebiet des ehemaligen Ostblocks sind Sternmotoren als Leichtflugzeug-Antrieb bis in die heutige Zeit üblich (Wedenejew M-14).
Generell ist eine Tendenz zum Dieselmotor erkennbar, da diese Motoren inzwischen durch Direkteinspritzung und Turboaufladung Leistungsgewichte erzielen, die den Einsatz in Leichtflugzeugen ermöglichen. Der größte Vorteil ist ihr niedriger Kraftstoffverbrauch. So konnte der Verbrauch einer Robin DR 400 durch den Einsatz eines Dieselmotors mit vergleichbarer Leistung um rund 35 Prozent gesenkt werden. Allerdings bleibt anzumerken, dass derzeit Dieselmotoren in Leichtflugzeugen nicht überholt werden können, sondern mangels austauschbarer Laufbuchsen nach dem Ablauf einer festgelegten Laufzeit komplett getauscht werden müssen. Die Kosten hierfür sind deutlich höher als die der Generalüberholung von Flugmotoren klassischer Bauart.

## Geschichte

### Erstflüge

#### Luftschiff
Um die Wende vom 19. zum 20. Jahrhundert baute der gebürtige Brasilianer Alberto Santos-Dumont in Frankreich eine ganze Reihe von Prallluftschiffen. 1894 nutzte er den Benzinmotor seines Dreirades für den Propeller eines seiner Luftschiffe.

#### Erster gesteuerter Flug eines Flugzeugs durch die Gebrüder Wright

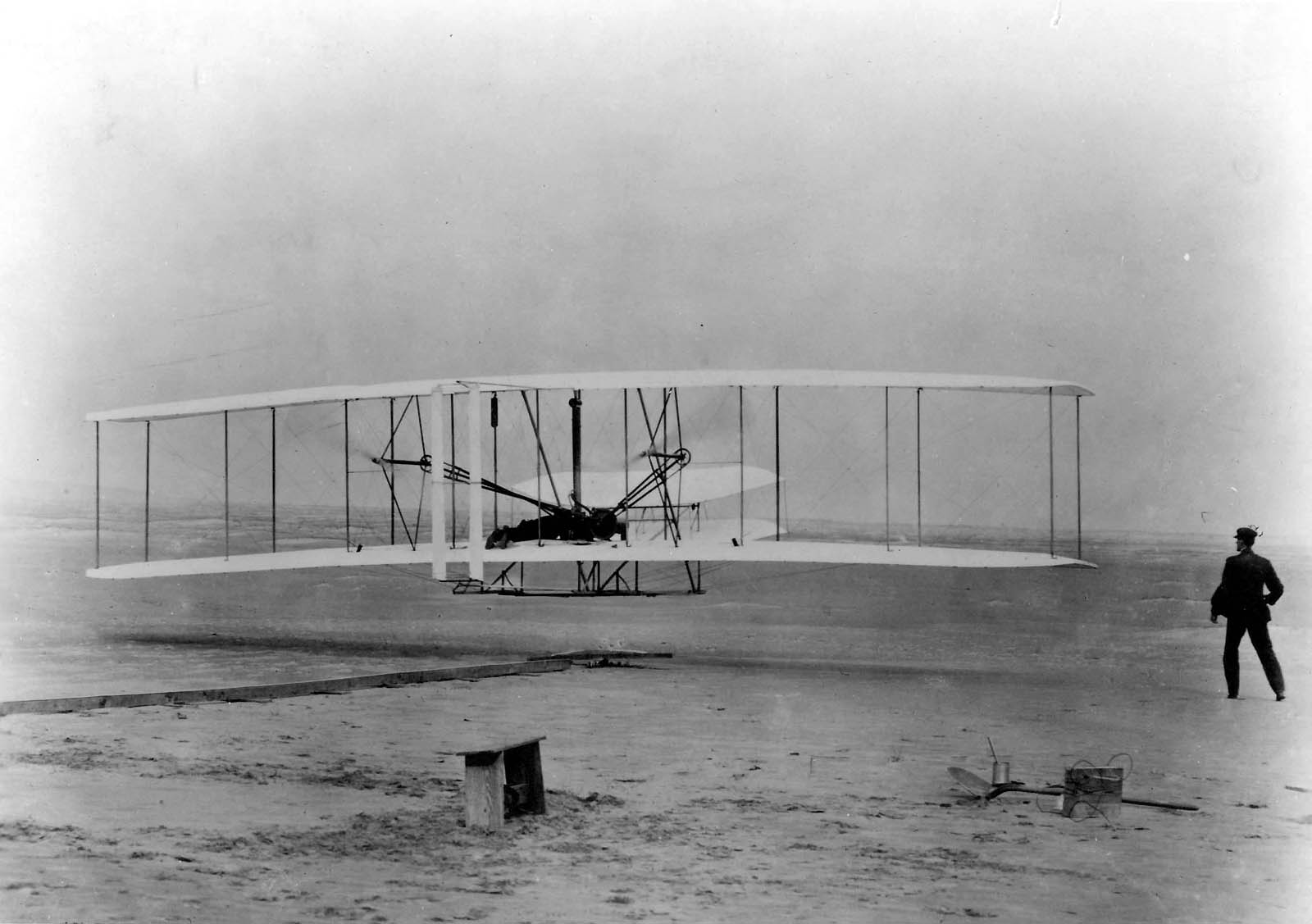
Orville fliegt mit der Kitty Hawk

Die Wrights schnitten einen Propeller mit einem hohen Wirkungsgrad und ließen, da nirgends ein geeignetes Triebwerk zu bekommen war, sich von Taylor in der Fahrradfabrik eines herstellen. Binnen kürzester Zeit entstand ein gerade einmal 77 kg schwerer wassergekühlter Vierzylinder-Viertakt-Benzinmotor, der 12 PS abgab. Zur Kompensation der Drehmomente erhielt der Flugapparat zwei gegenläufige Luftschrauben, deren Antrieb über Rollenketten erfolgte, die in Rohren liefen, um Vibrationen zu vermeiden.
Am Vormittag des 17. Dezember 1903 hob Orville Wright mit dem Flyer genannten Fluggerät vom Boden ab. Er war zwölf Sekunden lang in der Luft und legte dabei 37 Meter zurück (10,8 km/h). Unmittelbar folgte Wilbur, jeder flog an diesem Tag zweimal. Wilbur gelang dabei ein Flug von 59 Sekunden und 260 Metern Flugstrecke (19 km/h). Orville sagte später darüber, es war das erste Mal in der Geschichte, dass „eine Maschine mit einem Menschen sich selbst durch ihre eigene Kraft in freiem Flug in die Luft erhoben hatte, in waagerechter Bahn vorwärts geflogen und schließlich gelandet war, ohne zum Wrack zu werden“. Die Flugmaschine maß 12,3 Meter in der Spannweite, 6,4 Meter in der Länge und 2,8 Meter in der Höhe; sie bestand aus Holz und einer Stoffbespannung, ihr Fluggewicht betrug 340 Kilogramm, und der Pilot lag auf der unteren Tragfläche.

### Höhepunkt der Entwicklung
Im Zweiten Weltkrieg und bis Mitte der 1950er-Jahre wurden Hubkolben-Flugmotoren mit über 3680 kW (5000 PS) Startleistung und mehr als 70 Litern Hubraum produziert, um Jagdflugzeuge, Bomber und große Passagiermaschinen anzutreiben. Herausragend waren beispielsweise die Motoren Wright R-3350 und Pratt & Whitney R-4360. Infolge der technischen Entwicklungen nach dem Zweiten Weltkrieg mit Strahltriebwerken und Turbopropantrieben werden Hubkolbenmotoren mit mehr als etwa 400 kW für Fluganwendungen seit den 1960er Jahren kaum noch gebaut.

### Historische Hersteller (Auswahl)

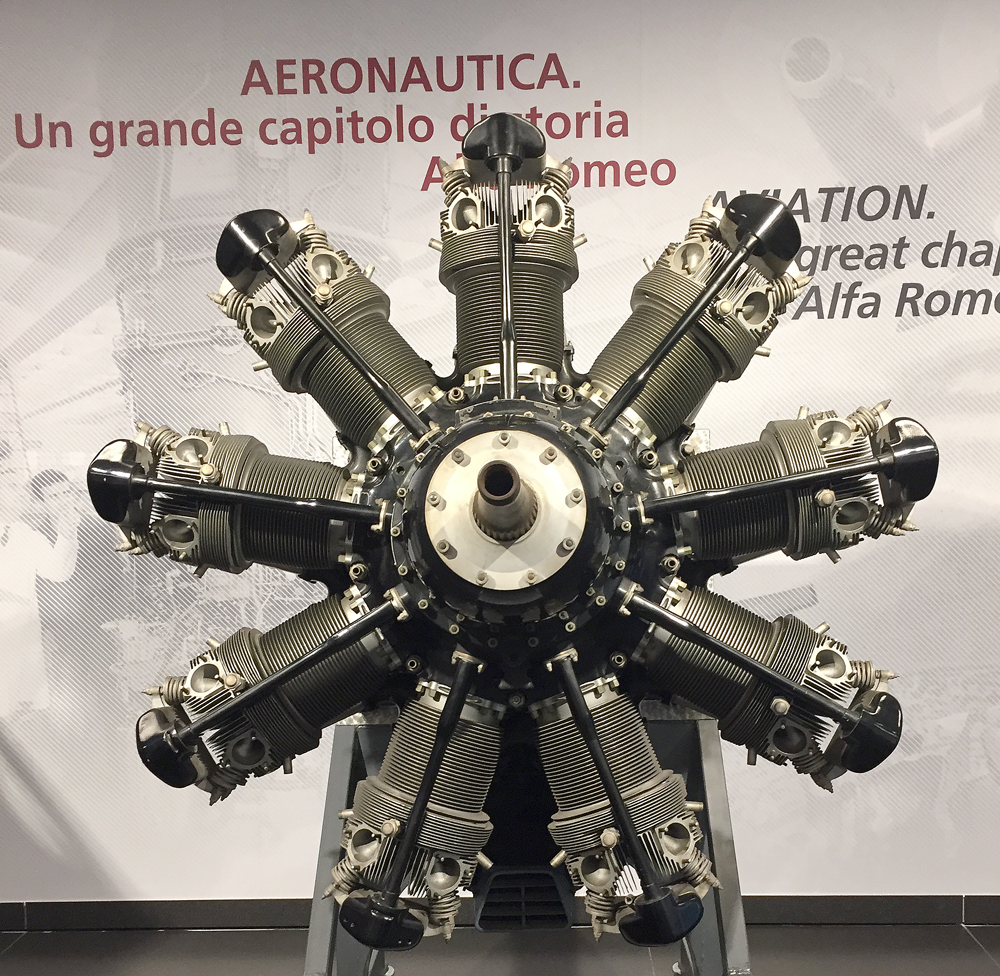
Flugmotor Alfa Romeo 128 RC.21 von 1939

#### Alfa Romeo und Alfa Romeo Avio
Bereits 1910 wurde ein Motor von Alfa Romeo in ein Flugzeug eingebaut. Alfa baute Flugmotoren wie beispielsweise den 9-Zylinder Sternmotor 128.RC.21 und den RA.1000 RC 41-I Monsone, eine Lizenzversion des Daimler-Benz DB 601. Ab 1941 produzierte die neugegründete Alfa Romeo Avio als Division von Alfa Romeo Flugzeugmotoren. Alfa Romeo Avio wurde 1986 an Aeritalia und 1996 an Fiat verkauft. 2003 wurden die Alfa Romeo Avio und die Fiat Avio zu der Avio S.p.A. fusioniert.

#### BMW

Stilisierter Propellerkreis als BMW-Logo

Heute bekanntester historischer Hersteller von Hubkolben-Flugmotoren sind die Bayerischen Motorenwerke BMW, die heute PKW und Motorräder herstellen, aber als Flugmotorenhersteller begannen.
Vorgänger von BMW waren die 1913 von Karl Rapp gegründeten Rapp Motorenwerke GmbH. Sie änderten ihren Namen im April 1917 zunächst in BMW GmbH und ein Jahr später, nach der Umwandlung in eine Aktiengesellschaft, in BMW AG. Der erste Geschäftsführer war bis 1942 Franz Josef Popp. In der jungen Firma machte sich der aufstrebende Ingenieur Max Friz schnell einen Namen: Er entwickelte 1917 einen Flugmotor mit Überverdichtung. Dadurch wurde der Leistungsverlust in der Höhe verringert. Diese Konstruktion bewährte sich so gut, dass BMW von der Preußischen Heeresverwaltung einen Auftrag über 2.000 Motoren erhielt. Am 17. Juni 1919 wurde mit einem BMW IIIa noch heimlich der Höhenweltrekord von 9.760 Metern erzielt, doch mit dem Ende des Ersten Weltkrieges schien bereits das Ende der Firma gekommen zu sein: Der Versailler Vertrag verbot es für fünf Jahre, im Deutschen Reich Flugmotoren (damals das einzige Produkt von BMW) herzustellen. Am 30. Dezember 1921 wurde in den USA ein Dauerflugrekord mit einem BMW-IIIa-Flugmotor erflogen. Ein Junkers-Larsen 6-Flugzeug erzielte dabei die Zeit von 26 h 19 min 35 s. 1922 verließ Hauptaktionär Camillo Castiglioni die Firma und nahm die Namensrechte an BMW mit. Er ging zu den Bayerischen Flugzeugwerken (BFW).
Diese waren aus den am 7. März 1916 registrierten Gustav Otto Flugmaschinenwerken von Gustav Otto, einem Sohn des Ottomotor-Namensgebers Nikolaus Otto hervorgegangen. Dieser 7. März 1916 gilt in der offiziellen Firmengeschichtsschreibung als Gründungsdatum von BMW. Mit dem Wechsel von Castiglioni wurde aus den Bayerischen Flugzeugwerken (BFW) BMW.
Als Beispiel für die Flugmotoren von BMW in der Zwischenkriegszeit sei der BMW VI genannt, ein wassergekühlter Zwölfzylinder-V-Motor, der unter anderem auch in den Flugbooten Dornier Wal für die Arktisexpedition Roald Amundsens zum Einsatz kam. 1936 wurde auch ein Versuchsmodell des Dieselmotors BMW 114 fertiggestellt, die Entwicklung wurde jedoch schon 1937 eingestellt.
Von dem ab 1938 unter der Leitung von Duckstein entwickelten und ab 1940 in Serie gebauten BMW 801, einem luftgekühlten 14-Zylinder-Doppelsternmotor, wurden insgesamt etwa 21.000 Exemplare in 22 Varianten hergestellt, von denen elf in Serie gingen.

#### Bristol
Die Bristol Engine Company, eine Tochtergesellschaft der Bristol Aeroplane Company, produzierte seit den 1920er-Jahren Flugmotoren. In den 1930er- und 1940er-Jahren entstanden einige bemerkenswerte ventillose Sternmotoren mit Schiebersteuerung wie beispielsweise der Bristol Hercules und Bristol Centaurus mit der Burt-McCollum-Hülsenschiebersteuerung, die in großer Stückzahl hergestellt wurden. Bristol ging 1966 im Rolls-Royce-Konzern auf, nach dem Zweiten Weltkrieg unter dem Namen Bristol Siddeley überwiegend nur noch Strahltriebwerke gefertigt wurden, welche die leistungsstarken Kolbenmotoren im zivilen und militärischen Bereich verdrängten.

#### Curtiss-Wright

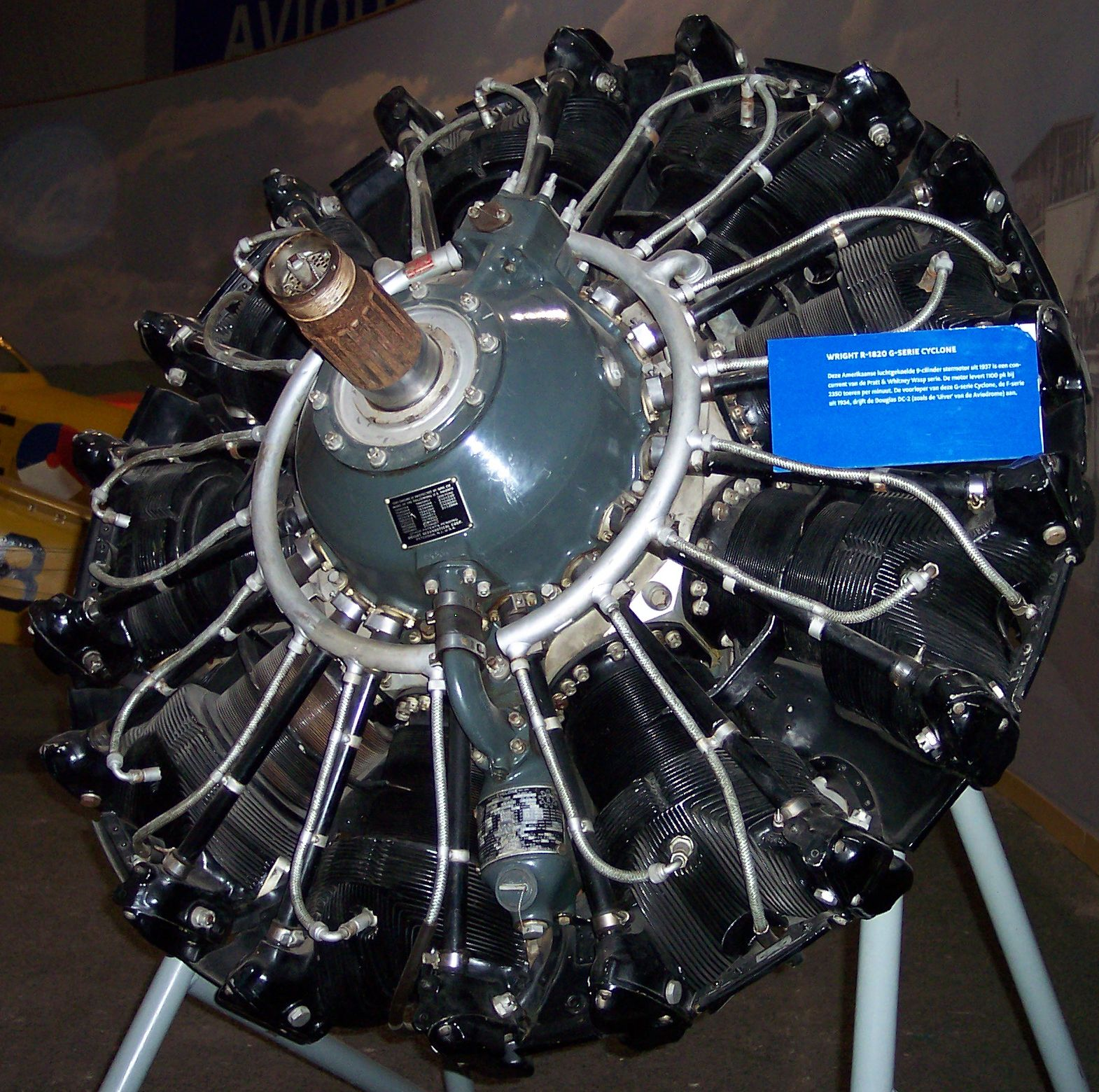
Neunzylinder-Sternmotor
Wright R-1820 „Cyclone“

Der bedeutendste amerikanische Hersteller von Flugmotoren war die Firma Curtiss-Wright. Das Unternehmen entstand am 5. Juli 1929 aus der Fusion der Wright Aeronautical Corporation der Gebrüder Wright und der Curtiss Aeroplane and Motor Company des Flugpioniers Glenn Curtiss sowie zehn weiteren Tochtergesellschaften.
Bekannt wurde die Firma mit ihren fortschrittlichen und leistungsfähigen Sternmotoren wie R-1820, R-2600, R-3350 und R-4090 sowie den zugehörigen Propellern.
Der Wright R-3350 als Schlusspunkt der Entwicklung von Hubkolbenmotoren wurde noch in den 1950er-Jahren bei der Douglas DC-7 und der Lockheed Super Constellation verwendet, den letzten Langstreckenpassagiermaschinen mit Kolbenmotorantrieb.

#### Daimler-Benz
Die Daimler-Benz AG produzierte vor und während des Zweiten Weltkrieges hohe Stückzahlen von Flugmotoren der oberen Leistungsklassen. Dies waren vorwiegend flüssigkeitsgekühlte Zwölfzylindermotoren in hängender V-Anordnung wie beispielsweise die Typen DB 601, DB603 sowie der DB 605 mit über 42.000 gebauten Einheiten. Die Flugmotorenfertigung endete mit dem Zusammenbruch des Dritten Reiches.
In neuerer Zeit werden auf der technischen Basis von PKW-Motoren des Mercedes-Benz-Konzernes (A-Klasse bzw. Smart) von den Firmen Thielert und Ecofly wieder Flugmotoren gebaut. Diese Motoren sind turbogeladene Otto- (Ecofly) oder Dieselmotoren (Thielert/Centurion).

#### Henschel Flugmotorenbau
Die Henschel Flugmotorenbau GmbH (1936–1957) war ein Tochterunternehmen von Henschel & Sohn zur Herstellung und Reparatur von Flugzeugmotoren. Im Zweiten Weltkrieg entwickelte sich das Unternehmen zu einem der umsatzstärksten und größten Produzenten von militärisch genutzten Flugzeugmotoren.

#### Hispano-Suiza
Der spanische Hersteller von Luxusautos La Hispano-Suiza begann 1914 in seinem französischen Werk Bois-Colombes (Hispano France, ab 1923 Société Française Hispano-Suiza) mit der Produktion von Flugmotoren. In vielen Militärflugzeugen des Ersten Weltkriegs wurden die V8-Motoren aus der Baureihe HS 8 verwendet, denen in den 1920er Jahren die Zwölfzylinder-V-Motoren der HS 12-Reihe folgten. Letzter selbst entwickelter Flugmotor war der nach 1945 gebaute V12-Motor Hispano-Suiza HS 12-Z89.

#### Porsche
In den 1980er-Jahren stellte Porsche den PFM 3200 her, der auf dem Sechszylinder-Boxermotor des Porsche 911 basierte. 1990 wurde die Produktion eingestellt.

#### Rolls-Royce

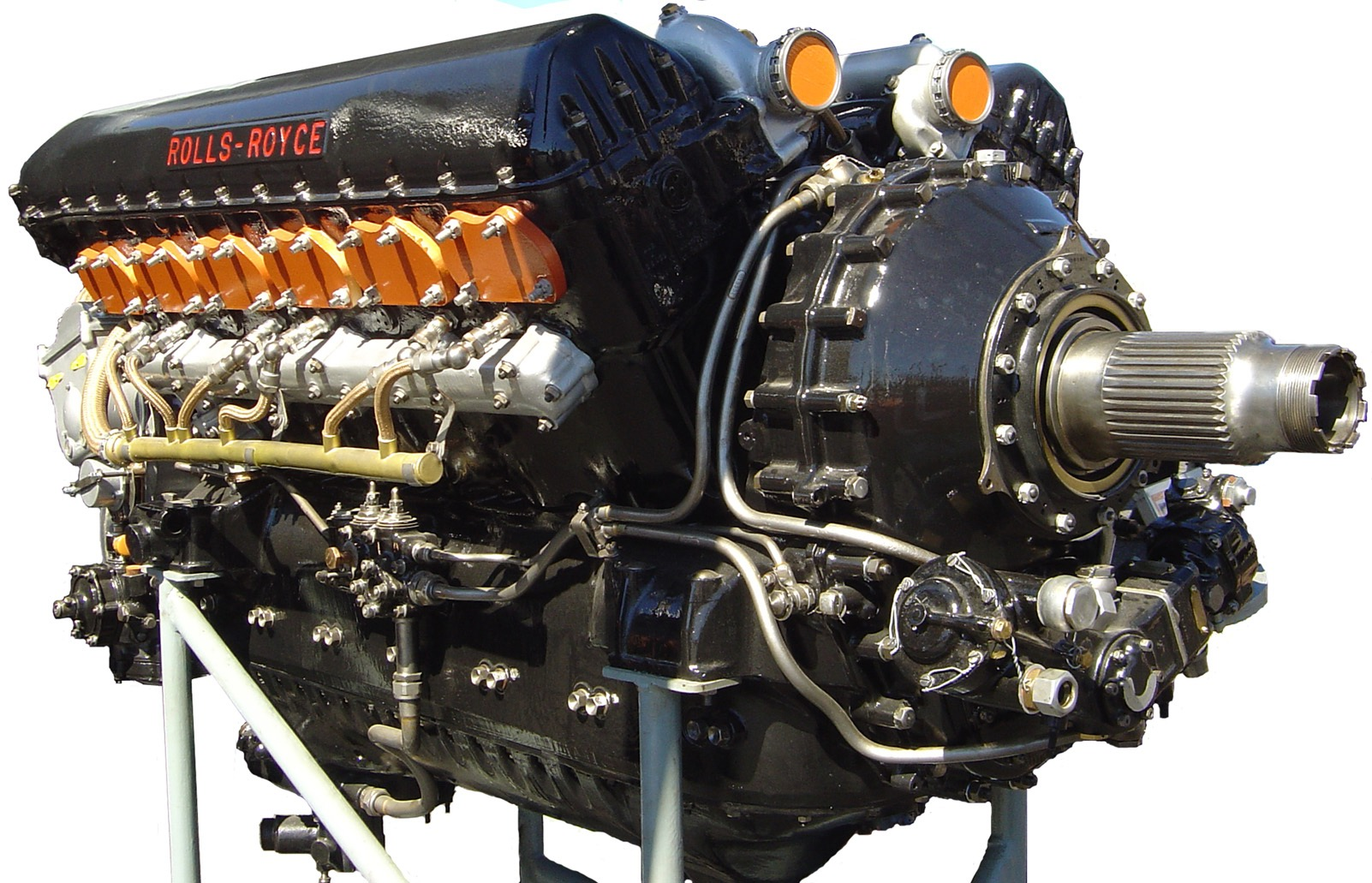
V12-Motor Rolls-Royce Merlin

Die englische Firma Rolls-Royce, 1904 als Hersteller von luxuriösen Autos gegründet, baute ab 1914 Flugmotoren. Auf diesem Gebiet wurde die Firma zu einem der größten Hersteller von Motoren für die Flugzeuge der Alliierten im Zweiten Weltkrieg.
Heute stellt Rolls-Royce nur noch Düsentriebwerke, Turboprops und Wellentriebwerke, aber keine Kolbenmotoren mehr her.

## Aktuelle Hersteller

### Lycoming
In der allgemeinen Luftfahrt sind die seit vielen Jahren gebauten Aggregate des US-amerikanischen Herstellers Lycoming weit verbreitet. Insbesondere die zahlreichen Cessna-Flugzeuge fliegen mit Lycoming, wobei beide Hersteller mit Textron den gleichen Mutterkonzern haben. Mit dem Lycoming R-680 begann das Unternehmen 1929 mit dem Flugmotorenbau und entwickelte 1944 mit dem Lycoming XR-7755 (36 Zylinder, 5000 PS) den stärksten jemals gebauten Hubkolben-Flugmotor.

### Continental

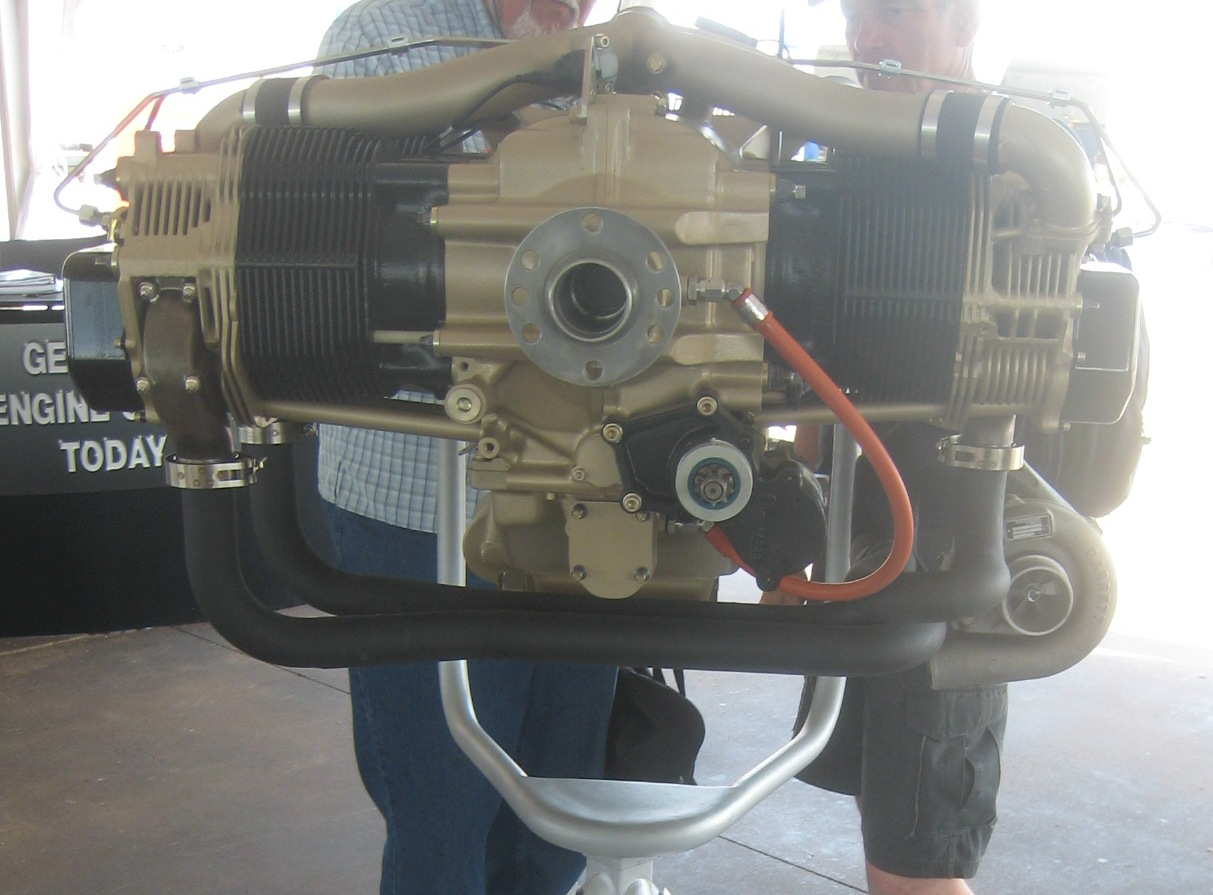
Continental TD300-Diesel-Flugmotor (Prototyp)

Größter Konkurrent von Lycoming ist der US-amerikanische Hersteller Teledyne Continental Motors, der ebenfalls seit 1929 (damals noch als Continental Aircraft Engine Company) Flugmotoren für die allgemeine Luftfahrt herstellt. Einige dieser Motorentypen wurden auch von Rolls-Royce in Lizenz gebaut.

### Société de Motorisations Aéronautiques
Die Société de Motorisations Aéronautiques (kurz SMA) ist ein französisches Unternehmen, die sich mit der Herstellung von Flugzeugmotoren, speziell Dieselmotoren, beschäftigt.
Zwischen dem 17. und dem 25. Juli 2006 erregte eine mit dem SMA SR305-230 ausgerüstete Cessna 182 (Luftfahrzeugkennzeichen: F-GJET) internationales Aufsehen, als das Flugzeug in neun Etappen von Le Bourget nach Oshkosh geflogen wurde.

### BRP-Powertrain (Rotax)

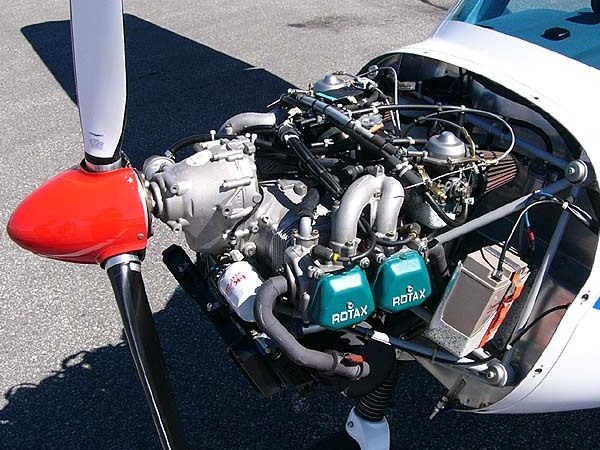
Rotax 912S im polnischen 3Xtrim 3X55 Trener

In der Klasse der flächengesteuerten Ultraleichtflugzeuge sowie bei Reisemotorseglern und leichteren Propellermaschinen sind Motoren der Firma BRP-Powertrain (meistens als Rotax bezeichnet) verbreitet.

### Limbach
Die Firma Limbach Flugmotoren in Königswinter stellt Zwei- und Viertakt-Boxermotoren im Leistungsbereich von 15 bis 118 kW her. Diese finden vorwiegend in Reisemotorseglern und Ultraleichtflugzeugen Verwendung. Außerdem befanden sich Motoren für unbemannte Luftfahrzeuge im Programm.

### Sauer
Sauer Flugmotorenbau in Ober-Olm stellt – neben Getrieben, Luftschrauben und weiterem Luftfahrtzubehör – Zwei- und Viertakt-Boxer- und Reihenmotoren im Leistungsbereich von 20 bis 80 kW her. Verwendung finden diese vorwiegend in Ultraleichtflugzeugen, Reisemotorseglern und unbemannten Luftfahrzeugen.

### Thielert/Centurion/Technify/Continental Diesel
Die Continental Aerospace Technologies GmbH produziert und vertreibt als Nachfolgegesellschaft der insolventen Thielert Aircraft Engines GmbH die Thielert-Diesel-Flugmotoren weiter. Die von Automobilmotoren abstammenden Aggregate können mit Jet-A1 und herkömmlichem Dieselkraftstoff betrieben werden. 
Die Motoren werden als Tauschaggregate für herkömmliche Lycoming- und Continental-Avgas-Motoren angeboten, wurden aber auch ab Werk in verschiedenen Mustern verbaut (unter anderem Diamond DA-40, DA-42 Twin Star und Cessna 172 Skyhawk). 
Umrüstsätze mit ergänzender Musterzulassung gibt es für die Cessna 172, Piper PA28, Robin DA400.

### Austro Engine
Da nach der Insolvenz des Diesel-Flugmotoren Lieferanten Thielert die weitere Verfügbarkeit der Triebwerke ungeklärt war, gründete der österreichische Flugzeughersteller Diamond Aircraft den Flugmotorenhersteller Austro Engine.